# Società controllata
Una società controllata o società sussidiaria o società partecipata (inglese: subsidiary) è una società che è di proprietà di un'altra società, in quantità sufficiente perché la società controllante (holding) eserciti un'influenza dominante sull'amministrazione della società controllata. Tale società, che possiede le proprietà della società controllata, è detta "società madre".
Sono controllate le società nelle quali:
- si dispone della maggioranza dei voti nell'assemblea ordinaria;
- non si dispone della maggioranza, ma si ha comunque un'influenza dominante in assemblea (es.: perché si rastrellano le deleghe di voto, perché l'azionariato principale è disperso...);
- si ha un'influenza dominante, in virtù di particolari vincoli contrattuali.

## Caratteristiche
La ragione per questa distinzione è dovuta al fatto che da un punto di vista giuridico un individuo, o persona fisica, non può essere considerato come "società controllata". Soltanto un'entità dotata di funzione legale come entità separata dalla "società madre", può essere considerata come, "società controllata". Mentre gli individui sono dotati di una capacità di scelta individuale, un'entità di affari è dotata di una capacità di scelta mediata solo attraverso i relativi direttori, funzionari ed impiegati.
Il controllo di una cosiddetta "società controllata" si realizza attraverso l'acquisizione azionaria di proprietà di parti della controllata, da parte di una holding. Queste parti conferiscono alla holding i voti necessari per determinare la composizione del consiglio di amministrazione della controllata e quindi esercitarne il controllo. Questo induce alla comune convinzione che sia sufficiente acquisire poco più del 50 % per generare una "società controllata". Vi sono tuttavia altre modalità per acquisire il controllo di una società, ma per come questo può essere realizzato è assai complesso. Per esempio: una "società controllata" può essa stessa avere a sua volta delle "società controllate", e così via a cascata. Una holding e le relative controllate formano un "gruppo", anche se questo termine può essere applicato anche alle cooperative e alle loro "controllate" con diversi gradi di comproprietà. Le controllate sono entità legali separate e distinte. Per questo motivo differiscono dalle cosiddette divisioni, in realtà "centri" completamente integrati all'azienda principale e indistinti da un punto di vista legale.
Le controllate sono una caratteristica comune della vita economica e sono poche tra le maggiori imprese che non si organizzano in questo modo. Tra gli esempi troviamo holding come, Berkshire Hathaway, Time Warner, o Citigroup, nonché aziende più specializzate come IBM o Xerox Corporation. Queste, e altre, organizzano le loro imprese in società controllate per nazione o funzione, a volte con più livelli di società controllate.
Controllata operativa è un termine d'affari frequentemente usato dall'industria ferroviaria negli Stati Uniti. Nel caso di una ferrovia, si riferisce a una "società controllata", ma opera con una propria identità, trattando materiale rotabile e locomotive.

## Modelli simili
- Conglomerato
- Zaibatsu
- Keiretsu
- Chaebol